# Мікеле Сантуччі
Мікеле Сантуччі (італ. Michele Santucci, 30 травня 1989) — італійський плавець.
Учасник Олімпійських Ігор 2008, 2012, 2016 років.
Призер Чемпіонату світу з водних видів спорту 2015 року.
Призер Чемпіонату світу з плавання на короткій воді 2012 року.
Призер Чемпіонату Європи з водних видів спорту 2012 року.
Призер літньої Універсіади 2009 року.
Чемпіон світу з плавання серед юніорів 2006 року.